# Castell de Toses
Castell de Toses és una obra del municipi de Toses (Ripollès) declarada bé cultural d'interès nacional.

## Descripció
En un turó sobre el nucli urbà anomenat Castellassos es troben les possibles restes del castell de Toses. Es pot veure una petita elevació de terreny de forma el·líptica de 8x20 metres i envoltada a la banda de tramuntana del traçat del que fou un vall o fossat de 2 metres d'amplada i 20 de llargada.

## Història
La primera notícia documental del castell és del 1284 quan el rei Jaume II de Mallorca l'infeudà a Blanca d'Urtx i al seu fill, Ramon d'Urtx. Blanca era la pubilla de la família Mataplana i a partir d'aquell moment aquesta família posseí el castell com a part del seu patrimoni familiar. Primerament passà a la família comtal de Pallars i després a al família Pinós. Al segle xvi la baronia de Pinós i Mataplana s'uní als ducs d'Alba els quals van mantenir el domini sobre el castell i la vall de Toses fins a la fi de les senyories jurisdiccionals.